# Méral
Méral település Franciaországban, Mayenne megyében. Lakosainak száma 1075 fő (2022. január 1.). Méral Le Pertre, Ballots, Beaulieu-sur-Oudon, Cossé-le-Vivien, Cuillé, Laubrières, Livré-la-Touche és Saint-Poix községekkel határos.

## Népesség
A település népességének változása:
| Lakosok száma | 1027 | 915  | 809  | 1042 | 1077 | 1084 | 1098 | 1110 | 1120 | 1075 |
|               | 1968 | 1982 | 1990 | 2006 | 2013 | 2015 | 2017 | 2019 | 2020 | 2022 |